# Doogie White

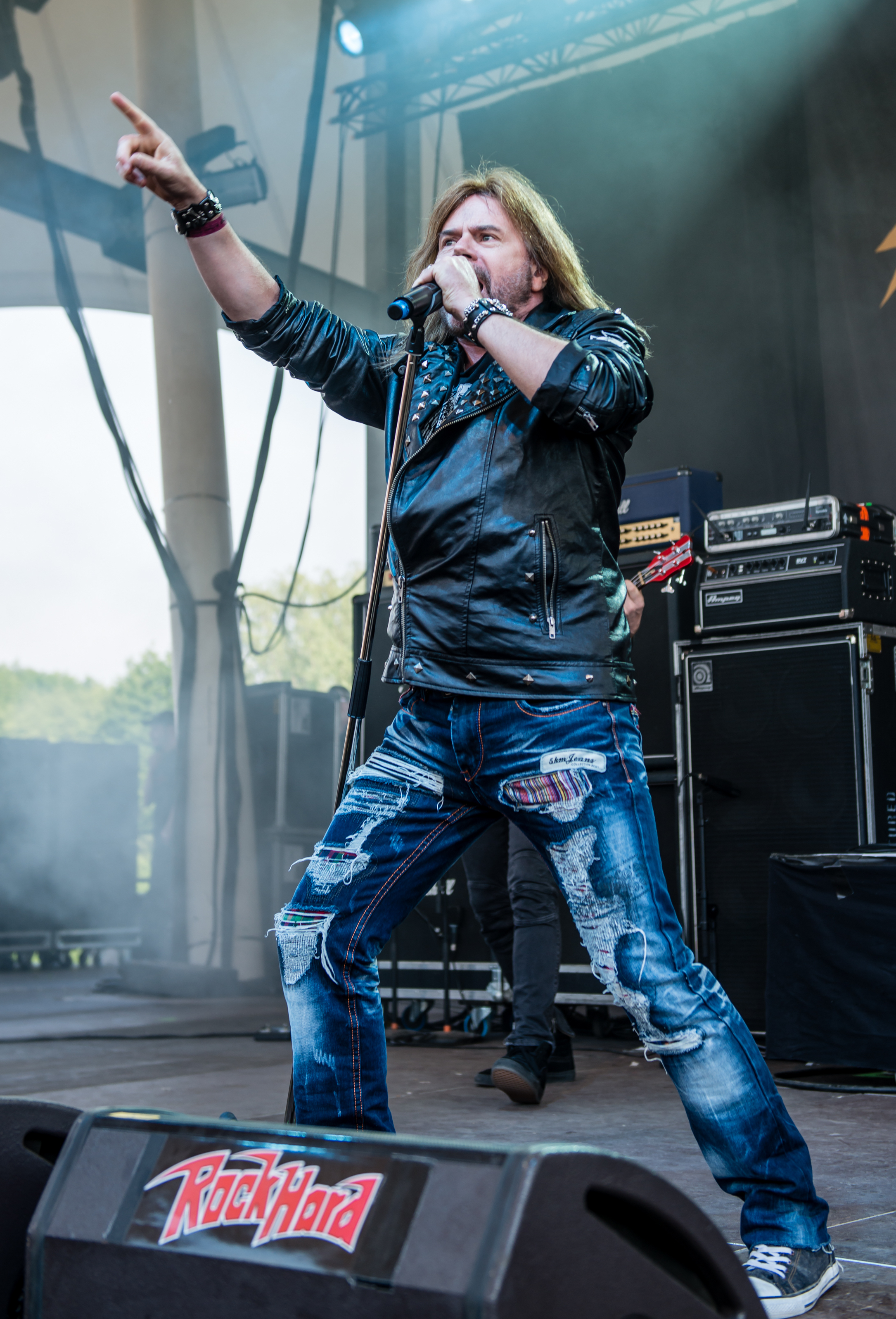

Douglas "Doogie" White (nascido em 7 de Março de 1960) é um vocalista escocês de  rock que atualmente canta para o La Paz. Notoriamente já cantou para o Rainbow, Yngwie Malmsteen's Rising Force, Praying Mantis, Tank e Alcatrazz.

## Início da vida e carreira
White nasceu em Motherwell. Ele formou La Paz com o guitarrista Chique McSherry , em 1984, jogando na Escócia, durante quatro anos, e o lançamento de dois álbuns no cassete, antes, em 1988, unindo rock melódico da Midnight Blue, o corte de um álbum (lançado em Zero Registros exclusivamente no Japão).
Uma viagem ao Japão, em 1991, cantando com o Praying Mantis em um NWOBHM revival tour seguiu.

## Rainbow
Depois de uma fita demo encaminhado para Ritchie Blackmore's de gestão, poucos anos antes, sentou-se em uma caixa por alguns anos, Candice Night descobriu e apresentou-Blackmore quando ele estava olhando para os cantores, para uma audição para o Rainbow. Consequentemente, White foi convidado para uma audição para o Rainbow, posteriormente juntar à banda, em 1994. Ele também fez o teste para bandas de metal do Pink Cream 69 e Iron Maiden, que perdeu para o Wolfsbane's Blaze Bayley.
Para indicar como rapidamente sua sorte tinha mudado no ano desde o seu encontro Blackmore, quando o Rainbow tocou no Labbatt em Hammersmith Apollo, em Londres, em novembro de 1995, ele brincou com o público que a última vez que foi ao local apenas alguns anos antes, ele estava vendendo cachorros-quentes no hall de entrada.
Pouco antes do trabalho com o Rainbow, White tinha sido contratado, para gravar faixas com Cozy Powell e Neil Murray para um projeto solo de Powell.

## Outras atividades profissionais
Após o fim do Rainbow, em 1997, trabalhou com o ex-guitarrista do Midnight Blue Alex Dickson com o intuito de garantir um trabalho solo. Sessões em vários homenagem lançamentos foram seguinte, o Whitesnake homenagem picadas de cobra, e várias faixas incluídas no 666 – o Número da Besta em dois volumes tributo ao Iron Maiden fora do Prazo. Branco também guested no Nikolo Kotzev's conceitual Nostradamus 2001 lançamento.
Uma contribuição para o Royal Hunt baixista Steen Morgensen projeto solo de Chegada (sob o nome de " pedra Angular) foi lançado no final de 2000. Uma nova série de álbuns foram produzidos desta vez com Branco criativo de entrada. Branco também se juntou Yngwie Malmsteen Aumento da Força, em turnê pela América do Sul no final de 2001, enquanto o Ataque (2002) foi o primeiro estúdio de esforço com o Sueco.
Uma vez em Cima de Nossos Ontens foi a próxima pedra Angular do álbum, e um conjunto de datas para a banda em toda a Europa, marcou a sua estreia ao vivo. Em 2003, o Branco foi novamente contratado por louva-a-deus para fornecer os vocais para o meio das canções de seu álbum, A Viagem Continua.
Em 2005, Branco com fachada de outro Malmsteen opus, intitulado Desencadear A Fúria. Neste ano, ele também gravou um álbum com o guitarrista Bill Liesegang sob a Liesegang/Branco moniker. Ele também colocou juntos de uma parte do tempo de uma banda, Principalmente no Outono de pessoal monikered Ruído Branco. Um DVD a partir de seu apoio temporada no reino UNIDO, com Uriah Heep destaque ao vivo exibição do "Tarô Mulher", assim como outras faixas do arco-íris.

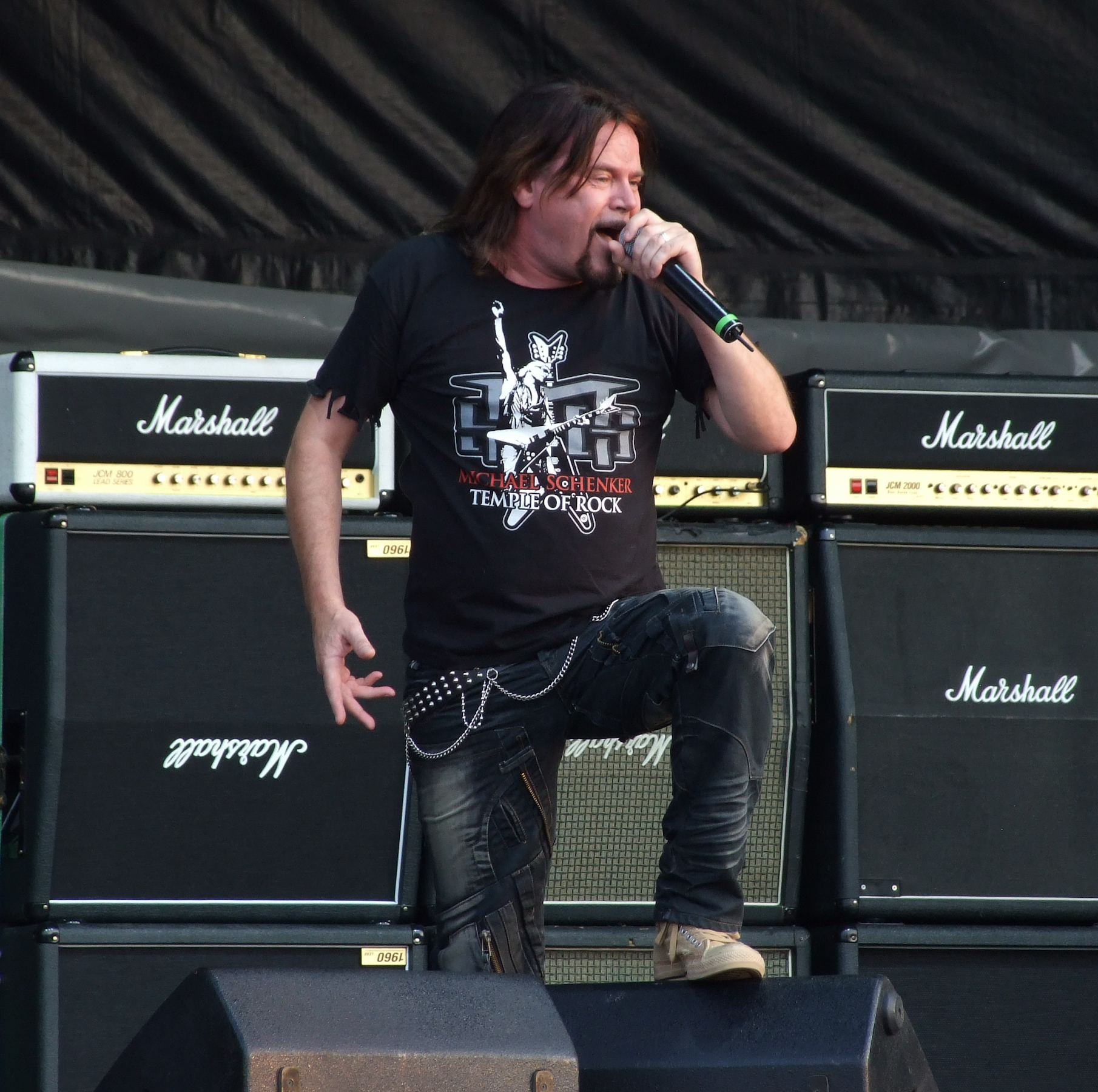
Doogie White realizar com Michael Schenker Group (MSG) em Kavarna Rock Fest 2012

Em 2007, a quarta pedra Angular do álbum, Dois Contos de Um Amanhã foi lançado. Mais tarde, no mesmo ano, Branco substituído Tony Martin como o vocalista da banda alemã Império. Império lançou seu quarto álbum, Perseguindo Sombras em novembro, com o Branco o tratamento de todas as vocal deveres. Em 26 de fevereiro de 2008, Branco anunciou em seu site que ele não seria mais um membro do Yngwie Malmsteen Aumento da Força.
Em 20 de dezembro de 2008, o Branco foi anunciado para ser o novo cantor para NWOBHM banda do Tanque. o Tanque do primeiro álbum com o Branco como vocalista é intitulado Máquina de Guerra , e foi lançado em outubro de 2010. Em 2009, o Branco estava fazendo com La Paz novamente, bem como o Tanque. Ele também gravou os vocais para uma versão em inglês do mais recente álbum de Argentino roqueiros Rata Blanca.
Ele tocou com Jon Lord duas vezes, entrar para o Senhor regular do cantor Steve Balsamo. Em 1 de setembro de 2009, Branco cantou partes vocais em Senhor do Concerto para Grupo e Orquestra, na noite de abertura da Queda de Artes Fest em Plovdiv, na Bulgária. Em 23 de junho de 2010, ele se apresentava com o Senhor novamente, desta vez no Luxemburgo, durante o Rock Clássico a Noite com Grande Banda Opus 78.
Em 2010, White participou de um álbum de tributo, intitulado Mister Bolin Tarde da Noite Revival, uma compilação de 17 faixas inéditas escrito por Tommy Bolin antes de sua morte, em 1976. O CD inclui outros artistas como Aparelhagem hi-fi Superstar, Eric Martin, Troy Luccketta, Jeff Pilson, Randy Jackson, Rachel Barton, Rex Carroll, Derek St. Holmes, Kimberley Dahme, e O 77s. Uma porcentagem dos lucros a partir deste projeto irá beneficiar o Jackson Centros de Recuperação.
Em 2011, White, lançou um álbum com material original com a banda alemã Demônio do Olho, intitulado O Estranho Dentro. White, lançou seu primeiro álbum solo, intitulado Ainda sem Título em outubro de 2011. Ele também completou um álbum de material novo e reformulado músicas antigas com sua primeira banda, La Paz. Este álbum foi chamado de Granito , e foi lançado em fevereiro de 2012. Tanque lançou um segundo álbum com Branco nos vocais, Máquina de Guerra, em 2012.
A La Paz álbum com todas as músicas novas intitulado O Escuro e a Luz foi lançado em Maio de 2013. Branco foi recentemente gravou um álbum com Michael Schenker intitulado A Ponte, a ser lançado em novembro de 2013. Ele está atualmente gravando um álbum com Vinny Appice, Marco Mendoza e Iggy Gwadera. Em 2015, White, lançou outro álbum com o Demônio Olho, intitulado Sob O Neon e colaborou no segundo Stardust Devaneio Projeto álbum intitulado Proclamação das Sombras, cantando as músicas "410 Chelsea Rua" e "Traga-me o Chapéu do Assistente do Ocidente" (Doogie que aparece no vídeo feito para esta música).

## Discografia
| Date | Artist                            | Álbum Title                       |
| ---- | --------------------------------- | --------------------------------- |
| 1985 | La Paz                            | Old Habits Die Hard               |
| 1988 | La Paz                            | The Amy Tapes                     |
| 2012 | La Paz                            | Granite                           |
| 2013 | La Paz                            | The Dark and the Light            |
| 1994 | Midnight Blue                     | Take the Money and Run            |
| 1995 | Ritchie Blackmore's Rainbow       | Stranger in Us All                |
| 2013 | Ritchie Blackmore's Rainbow       | Black Masquerade – Rockpalast '95 |
| 1997 | Chain                             | Eros Of Love And Destruction      |
| 2000 | Cornerstone                       | Arrival                           |
| 2002 | Cornerstone                       | Human Stain                       |
| 2003 | Cornerstone                       | Once upon Our Yesterdays          |
| 2005 | Cornerstone                       | In Concert                        |
| 2007 | Cornerstone                       | Two Tales of One Tomorrow         |
| 2005 | Liesegang / White                 | Visual Surveillance Of Extreme    |
| 2002 | Yngwie Malmsteen's Rising Force   | Attack!!                          |
| 2005 | Yngwie Malmsteen's Rising Force   | Unleash the Fury                  |
| 2005 | M3                                | Rough An' Ready                   |
| 2007 | Empire                            | Chasing Shadows                   |
| 2009 | Rata Blanca                       | The Forgotten Kingdom             |
| 2010 | Tank (Tucker/Evans)               | War Machine                       |
| 2012 | Tank (Tucker/Evans)               | War Nation                        |
| 2011 | Demon's Eye                       | The Stranger Within               |
| 2015 | Demon's Eye                       | Under the Neon                    |
| 2011 | Doogie White (solo)               | As Yet Untitled                   |
| 2011 | Michael Schenker's Temple Of Rock | Temple of Rock (only one track)   |
| 2012 | Michael Schenker's Temple Of Rock | Temple of Rock: Live in Europe    |
| 2013 | Michael Schenker's Temple Of Rock | Bridge the Gap                    |
| 2015 | Michael Schenker's Temple Of Rock | Spirit On A Mission               |
| 2016 | Michael Schenker's Temple Of Rock | On a Mission: Live in Madrid      |
| 2014 | WAMI (White/Appice/Mendoza/Iggy)  | Kill The King                     |
| 2015 | Stardust Reverie Project          | Proclamation of Shadows           |

- Gary Hughes: Once and Future King-Parte II (2003)
- Louva-A-Deus: A Jornada Continua (2003)
- Takayoshi Ohmura: para onde Ir (2004)
- Takayoshi Ohmura: Emoções em Movimento (2007)
- Anphoria do Império: Único Acreditar No Mothercorn[ligação inativa] (2009) (História sobre esta música)
- Sebastien: Lágrimas de Rosas Brancas (2010)
- RODOVIA: PE (2011)

## Pedra fundamental
Pedra angular é um hard rock, banda formada pelo ex - Rainbow vocalista Doogie White e o ex - Royal Hunt baixista Steen Mogensen. Outros músicos foram adicionadas para que os core, incluindo os guitarristas Jacó Kjaer, Kasper Damgaard e o baterista Allan Sorensen. A banda colocou de quatro álbuns de estúdio e um ao vivo duplo cd de lançamento.

### Discografia
- Chegada  (2000)
- Humanos Mancha  (2002)
- Uma Vez Em Cima De Nossos Ontens (2003)
- Em Concerto (2005)
- Dois Contos de Um Amanhã (2007)[13]

## Videografia
- Ruído branco: No Salão do Rei da Montanha (2004)
- O Deep Purple Rocha Revisão 1969-1972 (2004)
- Dentro Do Black Sabbath (2004)
- Dentro Do Arco-Íris (2004)
- M 3: Áspero Uma' Pronto (2006)
- Guitarra Deuses – Ritchie Blackmore (2007)
- Arco-Íris: Preto Masquerade - Rockpalast '95 (2013)